# بدن‌سازی طبیعی

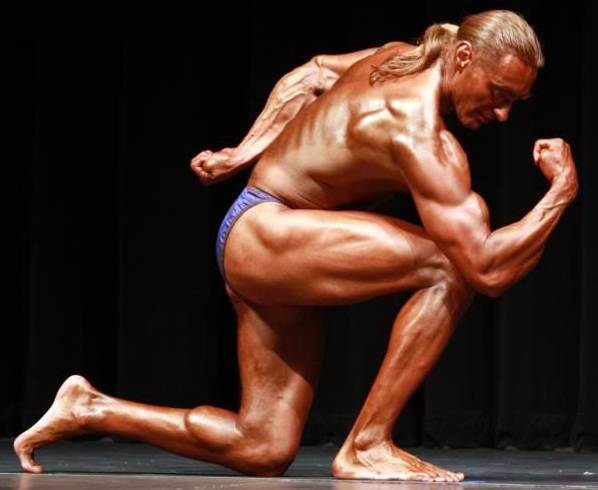
ژست‌گیری یک بدن‌ساز طبیعی

بدن‌سازی طبیعی (انگلیسی: Natural bodybuilding) یک جنبش در بدن‌سازی است، که مسابقات مختلفی برای بدنسازانی که ادعا می‌کنند از داروهای تقویت‌کننده عملکرد خودداری می‌کنند، برگزار می‌شود. این به‌طور قطعی استفاده از موادی مانند استروئیدهای آنابولیک، انسولین، ادرارآورها و هورمون‌ رشد انسانی را مستثنی می‌کند. اگر یک بدنساز الزامات نهادهای حاکم بر ورزش (گروه یا مقامی که مسابقات را تأیید و اعتبارسنجی می‌کند) که در آن رقابت می‌کند را برآورده کند، آنگاه این بدنساز به عنوان «طبیعی» شناخته می‌شود.